# Ахмад-шах III
Гияс-уд-Дин Ахмад-Шах III, ранее — Ахмад-Хан (? — 1561) — гуджаратский султан из династии Музаффаридов (1554—1561). Правил номинально, фактически султанатом правили гуджаратские аристократы, которые разделили между собой государство. Он был убит одним из своих дворян.

## Предыстория
В 1554 году Бурхан, слуга султана Махмуд-шаха III, дал своему господину опьяняющее снадобье, а когда тот заснул, убил его. Затем Бурхан от имени султана пригласил главных сановников, умертвил первого министра Асаф-хана и еще двенадцать человек, и попытался добиться, чтобы его признали султаном. Однако Бурхан не получил поддержки. Имад-уль-Мульк Руми, Улуг-Хан и другие вельможи объединились, чтобы противостоять ему. Бурхан был убит Ширван-Ханом.

## Правление
После смерти Бурхана гуджаратские сановники избрали своим султаном Ахмад-хана, потомка султана Ахмада-шаха. Ахмад-хан был провозглашен султаном под именем Ахмад-шах III. Правительство возглавил Итимад-Хан. Из-за молодости нового правителя аристократы решили разделить султанат между собой, взяв на себя обязательство защищать границы и сохранять общественный мир. Хандешский султан Мубарак-шах II (1537—1566) заявил о своих правах на гуджаратский престол и двинулся с армией к границе. Гуджаратская армия во главе с Итимад-ханом и в сопровождении молодого султана расположилась лагерем на северном берегу реки Нармада, а войско хандешского султана стояло на южном берегу реки Нармады. Насир-уль-Мульк, один из гуджаратских сановников, решил оставаться нейтральным до окончания сражения, а потом напасть на истощенные войска и захватить оба султаната. Саяд Мубарак, потомок святого Шаха-и-Алама, возглавлявший авангард гуджаратской армии, узнал о планах Насира-уль-Мулька, первым напал на Мубарак-шаха и вынудил его отступить. Насир-уль-Мульк, который все еще стремился к верховной власти, в бою под Бародой (сейчас — Вадодара) разбил войско Итимад-хана и Саяд Мубарака. Саяд бежал в своё поместье Кападванж, где к нему присоединился Итимад-Хан. Насир-уль-Мульк, взяв с собой султана-марионетку Ахмад-шаха, прибыл в Ахмадабад и возглавил правительство султаната. Через некоторое время Насир-уль-Мульк собрал большую армию (50 тыс. чел) и выступил в поход на Саяда Мубарака и Итимад-Ханаи расположился лагерем в Каманде, в окрестностях Ахмадабада. Итимад-Хан опасался напасть на столь сильную армию. Но Саяд Мубарак, узнав о дезертирстве Улуг-Хана и Имад-уль-Мулька, ночью внезапно атаковал силы Насир-уль-Мулька. Во время смятения Улуг-Хан и Имад-уль-Мульк, недовольные захватом власти Насир-уль-Мульком, покинули его и вместе с молодым султаном присоединились к Саяду Мубараку и Итимад-Хану. Насир-уль-Мульк был вынужден бежать, и через короткое время он погиб в горах Пала. Гуджаратские вельможи Ихтияр-уль-Мульк, Фатех Хан Балух и Хасан Хан Дахани провозгласили султаном некого Шаха, который был потомком султана Ахмада. Под Махмудабадом произошла битва, в которой Шах и его сторонники потерпели поражение. Хасан Хан Дахани был убит. Ихтияр-уль-Мульк, взяв с собой Шаха, бежал.
Вскоре крупные гуджаратские магнаты разделили государство между собой. Итимад-Хан и его сторонники получили города Кади, Джхалавад, Петлад, Надиад, Бхиль, Радханпур, Сами, Мунджпур, Годхру и Сорат. Саяд Мубарак и его приверженцы контролировали города Патан и Кхамбхат, Дхолка, Гхога, Дхандхука, Чампанер, Сарнал, Баласинор и Кападвандж. Имаду-ль-Мульк Руми и его сторонники получили Бхаруч, Бароду и Сурат. Дворяне из клики Итимад-хана контролировали Мосаду и прилегающие районы. Итимад-хан передал Сорат Татар-Хану Гори. Районы Радханпур, Сами и Мунджпур получил Фатех Хан Балух, Надиад, Малик-уш-Шарк и некоторые районы Джхалавада перешли под управление Алаф-Хана Хабши. Саяд Мубарак передал земли Патана Мусе Хану и Шер Хану Фаулади. Имад-уль-Мульк Руми отдал район Бароды Алаф-Хану Хабши, а город-порт Сурат брату своей жены Худаванду Хану Руми.
Около 1552 года Алам-Хан, которые ранее служил бывшему султану и позднее нашел убежище в Дели, вернулся в Гуджарат. Благодаря влиянию Саяда Мубарака ему было разрешено остаться. Саяд Мубарак дал ему и Азаму Хумаюну крепость Чампанер, а Итима-Хан предоставил Годхру Алпу Хану Хати, стороннику вернувшегося Алам-Хана. Вскоре Алам-Хан и Итимад-Хан изгнали Алаф-Хана Хабши из Джхалавада. Последний бежал к Имад-уль-Мульку в Бхаруч, и по его ходатайству получил округ Бхиль. Алам-Хан решил попытаться избавиться от Итимад-Хана и стать правителем вместо него. Итимад-Хан, узнав о его намерении, заставил его покинуть столицу и жить в своём собственном доме в пригороде Ахмадабада. Алам-Хан решил переманить на свою сторону Имада-уль-Мулька. Алам-Хан предложил ему избавиться от Итимад-хана, но не нашел поддержки. Тогда Алам-Хан попытался расправиться с Саяд Мубараком. Вскоре правительственные войска выступили в поход против Алам-Хана, который вынужден был бежать из султаната. Алам-Хан отправился в Берар, где обратился за помощью к Мубарак-шаху, который во главе своей армии вновь выступил к границе Гуджарата. Гуджаратская знать, взяв с собой Ахмад-шаха, выступила против хандешского султана, который вынужден был отступить назад. Алам-Хан отправился к Шер-Хану Фаулади в Патан, они вместе захватили владения Итимад-Хана в Кади, но благодаря усилиям Ихтияр-уль-Мулька Алам-Хан был убит, а Шер-Хан вынужден был отступить в Патан. Имад-уль-Мульк Руми и Итимад-Хан стали совместно управлять султанатом. Вскоре между ними началась вражда, Итимад-Хан бежал к Мубарак-Шаху в Хандеш и убедил его предпринять военный поход на Гуджарат. Гуджаратские сановники, опасаясь альянса между Итимад-Ханом и султаном Хандеша, вступили в мирные переговоры. Хандешский султан Мубарак-Шах получил во владение приграничные районы Султанпура и Нандурбара, а Итимад-Хан занял своё прежнее положение в столице.
Гуджаратский султан Ахмад-шах, находившийся под охраной, ухитрился бежать из столицы к Саяд Мубараку в Саядпур, где получил убежище. В это время могольский военачальник Хаджи-Хан, шедший из Читтора на помощь императору Хумаюну, прошел через Гуджарат и прибыл в Патан. Гуджаратские вельможи, особенно Итимад-Хан и Имад-уль-Мульк Руми, считая, что он явился по приглашению Саяда и что бегство султана было частью заговора, решили расправиться с Саядом до его соединения с Хаджи-Ханом. В битве под Махмудабадом Саяд Мубарак был разбит, убит и похоронен на поле боя. Его владения были конфискованы, позднее Дхолка перешла под контроль его сына Саяда Мирана.
Победители во главе армии вернулись в Ахмадабад. Вскоре между ними начались раздоры. Имад-уль-Мульк Руми призвал на помощь своего сына Чангиса Хана из Бхаруча, а Итимад-Хан обратился за помощью к Татар-Хану Гори из Сората. Татар-Хан прибыл первым в столицу. Итимад-Хан, дополнительно усиленный отрядами Фауладов из Патана и Фатех-Хана Балуха из Радханпура, приказал Имаду-уль-Мульку уехать из столицы в свои поместья. Последний удалился в свои владения в Бхаруче. Вскоре по просьбе жителей Имад-уль-Мульк выступил против правителя порта Сурата Худаванда-Хана, который заманил его к себе и убил. Его сын Чангиз-Хан выступил против Сурата, чтобы отомстить за смерть своего отца. Город-порт Сурат считался хорошо укрепленной крепостью. Чангис-Хан призвал к себе на помощь португальцев, пообещав им взамен земли Дамана и Санджана. Португальский флот вошел в устье реки Тапти и блокировал снабжение Сурата. Худаванд-Хан был вынужден сдаться и был убит Чангис-Ханом в отместку за смерть своего отца. Вскоре после этого Чангис-Хан поссорился с Джуджар-Ханом Хабши из Бароды. Джуджар Хабши потерпел поражение и бежал к Итимад-хану, который даровал ему новые владения. Главным сторонником Итимад-хана был Фатех-хан Балух, владелец Радханпура и Сами. С его помощью Итимад-хан осадил Чангис-хана в Броче. Татар-хан Гори и другие дворяне, опасаясь, что Итимад-хан станет слишком могущественным, попытались заключить мир. Так как их усилия не увенчались успехом, Татар-хан предложил Фаулади напасть на Фатех-хана Балуча. Фатех-хан, потерпев поражение от Фаулади под Радханпуром, укрылся в крепости в Фатехкот (Дхулкот). Итимад-хан снял осаду с Бхаруча и вернулся в Ахмадабад, где занялся расследованием интриг султана Ахмад-шаха, который делал всё, что было в его силах, чтобы стать независимым. В 1561 году по подстрекательству Ваджих-уль-Мулька и Рази-уль-Мулька Итимад-хан приказал убить Ахмад-шаха III. Убийство произошло в доме Ваджих-уль-Мулька. Тело султана было брошено на берегу реки Сабармати. Новым султаном Итимад-хан провозгласил Музаффара-шаха III, объявив его посмертным сыном гуджаратского султана Махмуд-шаха III.